# Ашура
Вижте пояснителната страница за други значения на Ашура.
Вижте пояснителната страница за други значения на Ашура.
Ашура (на арабски: عاشوراء) е един от шестте основни мюсюлмански празника и се отбелязва на десетия ден от месец мухарам.

## Произход

### Сунити
Според сунитите на деня Ашура – десетият ден от месец мухаррам, корабът на Нух (библейският Ной) заседнал на планината ал-Джудда. След като хората слезли от ковчега, те събрали малкото продукти, които им останали, и ги сготвили заедно. Днес не само сунитите, но и шиитите готвят такава гозба, въпреки че произходът ѝ в шиизма е по-различен. Гозбата включва много и различни подправки, като на различните места рецептата е различна. В България тя е позната като ашура, ашер, ашир, аш, аширска, ашерова трахана или шарено варивце и варво.
Според ислямската традиция на този ден пророците, Нух и Сулайман (библейският Соломон) са говели. Пророкът Муса също е говял по случай спасяването на израилтяните от фараона, която традиция е била продължена и от пророка Мохамед, но с тази разлика, че Мохамед е говял един или два дни повече (преди, след или преди и след деня Ашура). Допълнителното говеене е израз на разграничение от юдаизма.

### Шиити
Шиитите свързват празника със смъртта на Хюсеин ибн Али (синът на Али ибн Абу Талиб и внук на Мохамед). Денят е от особена важност за шиитите и всяка година те оплакват Хюсеин ибн Али на лобното му място в град Кербала, където има построено специално място за поклонение.
Шиитите също приготвят ашуре, но според тяхната традиция това се прави, тъй като когато Хюсеин ибн Али отивал на битка към Кербала, храната на него и хората му свършила и те били принудени да смесят и сготвят малкото продукти, които им били останали.

## В България
В България мотивите за приготвянето на ашуре сред сунитите и шиитите са смесени, като някои сунити свързват празника и със смъртта на Хюсеин ибн Али, а някои шиити свързват празника и със засядането на Ноевия ковчег.
По идея на вестник „Заман – България“ празникът е изваден от традиционния му контекст, като в София се организира вечеря, на която присъстват представители на ислямското, християнското и юдейското съсловие, което символизира братските чувства между мюсюлмани, християни и юдеи в България. Освен това в много населени места, в които живеят мюсюлмани, се раздава традиционната гозба ашуре.

## По Григорианския календар
- 2009: 7 януари и 26 декември
- 2010: 16 декември
- 2011: 5 и 6 декември
- 2012: 24 ноември